# Masoveria de Gallifa
La Masoveria de Gallifa és un edifici de Sant Boi de Lluçanès (Osona) inclòs a l'Inventari del Patrimoni Arquitectònic de Catalunya.

## Descripció
Es tracta d'un edifici de planta rectangular, de planta i dos pisos, amb teulat a doble vessant lateral a la façana principal. Presenta diverses fases constructives i una ampliació a la part esquerra de la façana principal amb un curiós balcó cantoner. La porta és adovellada. Una part de la casa ha estat reformada recentment i recoberta exteriorment amb ciment. Totes les finestres tenen llindes, muntants i ampits de pedra treballada.